# Ivan Issakov
Pour les articles homonymes, voir Issakov.
Ivan Stepanovitch Issakov (en russe : Иван Степанович Исаков), en arménien : Հովհաննես Իսակով, né Hovhannes Ter-Isahakyan à Hadjikend (ru) (oblast de Kars, Empire russe) le 10 août 1894 (22 août dans le calendrier grégorien) et mort à Moscou (Union soviétique) le 11 octobre 1967, est un commandant militaire de l'Arménie soviétique, chef d'état-major de la marine soviétique, vice-ministre de la Marine de l'URSS et amiral de la flotte de l'Union soviétique. Membre du parti communiste de l'Union soviétique depuis 1939,.

## Biographie
Pendant la Seconde Guerre mondiale, Ivan Issakov a joué un rôle crucial dans la formation de la marine soviétique, en particulier des flottes de la Baltique et de la mer Noire. Le 3 mars 1955, il est promu admiral flota sovietskogo Soïouza (Amiral de la flotte de l'Union soviétique).
Outre sa carrière militaire, Issakov est auteur et, depuis 1958, membre de la commission océanographique de l'Académie des sciences d'URSS et est devenu en 1967 membre honoraire de l'Académie des sciences de la République socialiste soviétique d'Arménie.

## Récompenses et distinctions
- Héros de l'Union soviétique : le 7 mai 1965
- ordre de Lénine
- ordre du Drapeau rouge
- ordre d'Ouchakov : le 22 juillet 1944, le 28 juin 1945
- ordre de la Guerre patriotique
- ordre de l'Étoile rouge
- prix Staline : 1951
- ordre de la Croix de Grunwald
- prix d'État de l'URSS
- Médaille pour la victoire sur l'Allemagne
- médaille pour la Défense de Moscou
- médaille pour la Défense de Léningrad
- médaille pour la Défense de Sébastopol